# Leonid Musatow
Leonid Nikołajewicz Musatow (ros. Леони́д Никола́евич Муса́тов, ur. 1921, zm. 2001) – radziecki dyplomata.

## Życiorys
Należał do WKP(b), 1961 był II sekretarzem Komitetu Obwodowego KPZR, 1964 ukończył Wyższą Szkołę Dyplomatyczną Ministerstwa Spraw Zagranicznych ZSRR. Od 1964 do grudnia 1965 był radcą Ambasady ZSRR w Gwinei, od 28 grudnia 1965 do 6 maja 1970 ambasadorem nadzwyczajnym i pełnomocnym ZSRR w Mali, od 23 października 1973 do 26 kwietnia 1978 ambasadorem nadzwyczajnym i pełnomocnym ZSRR w Gwinei. Jednocześnie od 25 kwietnia 1974 do 11 lutego 1975 był ambasadorem nadzwyczajnym i pełnomocnym ZSRR w Gwinei Bissau, a od 7 czerwca 1980 do 20 października 1986 ambasadorem nadzwyczajnym i pełnomocnym ZSRR na Madagaskarze.